# San Gregorio d'Ippona
San Gregorio d'Ippona è un comune italiano di 2 555 abitanti della provincia di Vibo Valentia in Calabria. È posto alle pendici nordorientali del monte Poro.

## Origini del nome
La denominazione di San Gregorio deriva da San Gregorio Magno che sarebbe stato onorato in un monastero benedettino in località Abbadia (via Fontana Vecchia). Ippona invece deriva da Hipponion, nome di Vibo Valentia dato dai greci a partire dalla seconda metà del VII secolo a.C. e a sua volta conosciuta come Veip o Veipone in epoca pre-ellenica e bruzia.

## Storia
La storia di San Gregorio d’Ippona è certamente legata a quella di Hipponion, da cui riprende parte dal nome.
- L'Italia dopo essere stata liberata nel 553 dai Goti, passò sotto la dominazione bizantina, che in Calabria duro fino al 1059
- Nel 1789 scoppiò la rivoluzione francese, questa in Calabria fu accolta con simpatia soltanto da pochi che appartenevano alla borghesia e ai nobili intellettuali
- Nel 1799 Napoleone fece occupare Napoli e venne proclamata la Repubblica Partenopea, Monteleone fu una delle città calabresi che abbassò la bandiera borbonica e innalzò l’albero della libertà.
- Con la legge del 2 agosto 1806 i francesi abolirono la feudalità liberando così il sud tra cui Monteleone e i suoi casali riacquistarono la libertà che avevano perduto nel 1501 con la loro vendita a Ettore Pignatelli.
- Nel 1807 San Gregorio finalmente diventò un comune autonomo e oltre alle due frazioni attuali fino al 1810 anche Piscopio era una sua frazione che poi divenne anch’esso comune autonomo. Il primo sindaco fu Nicola Bisogni.

### Simboli
Lo stemma e il gonfalone sono stati concessi con DPR del 30 luglio 2001.
Il gonfalone è un drappo troncato di azzurro e di rosso.

## Monumenti e luoghi d'interesse
Al centro di Vibo Valentia e di San Gregorio si trova il Santuario di Santa Ruba, considerata come "il gioiello di San Gregorio d'Ippona", non si conoscono né le sue origini né quando fu fatta, anche se alcuni studiosi hanno trovato tracce di una struttura primitiva risalente al periodo bizantino–basiliano e con architettura barocca.

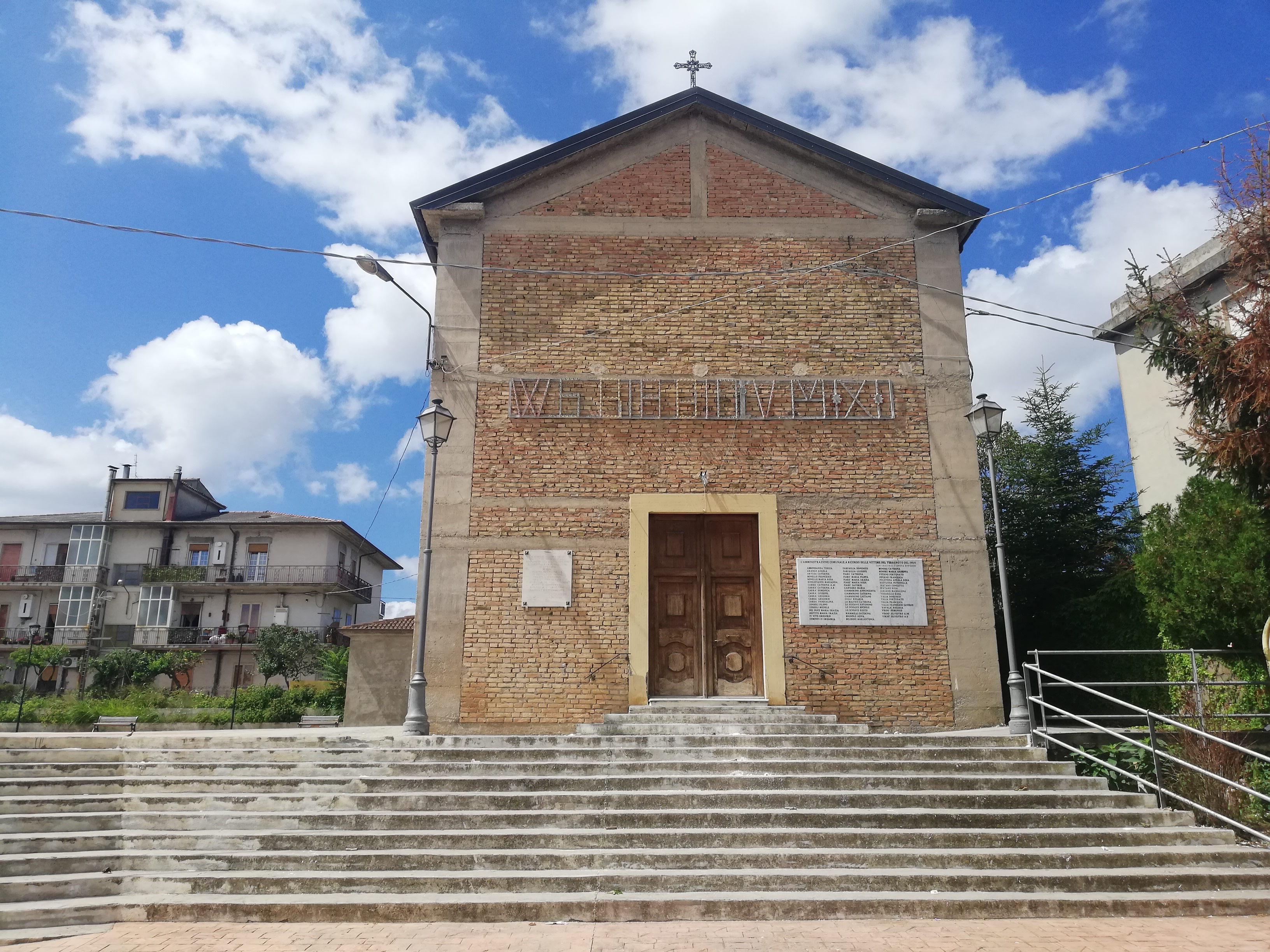
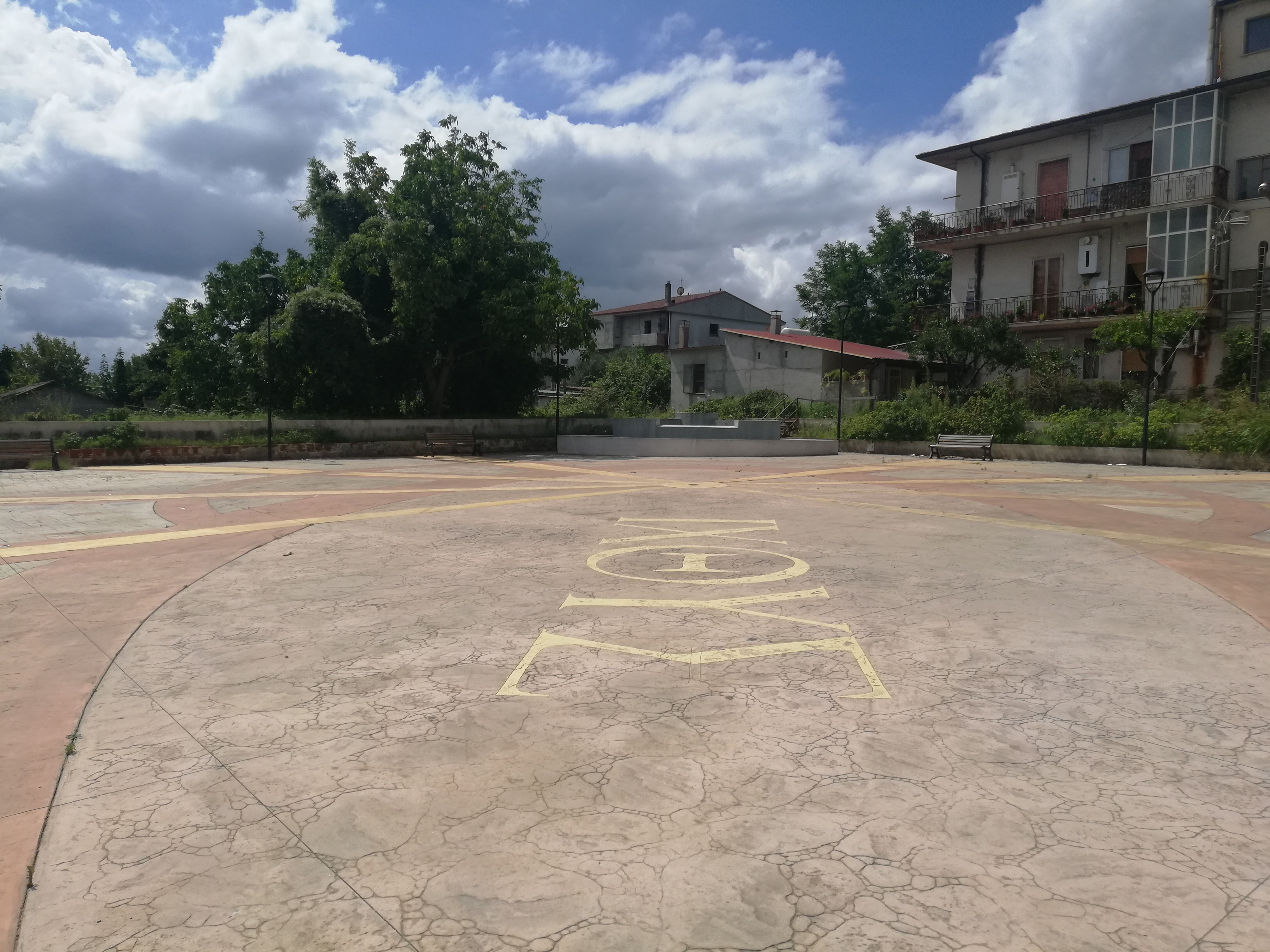
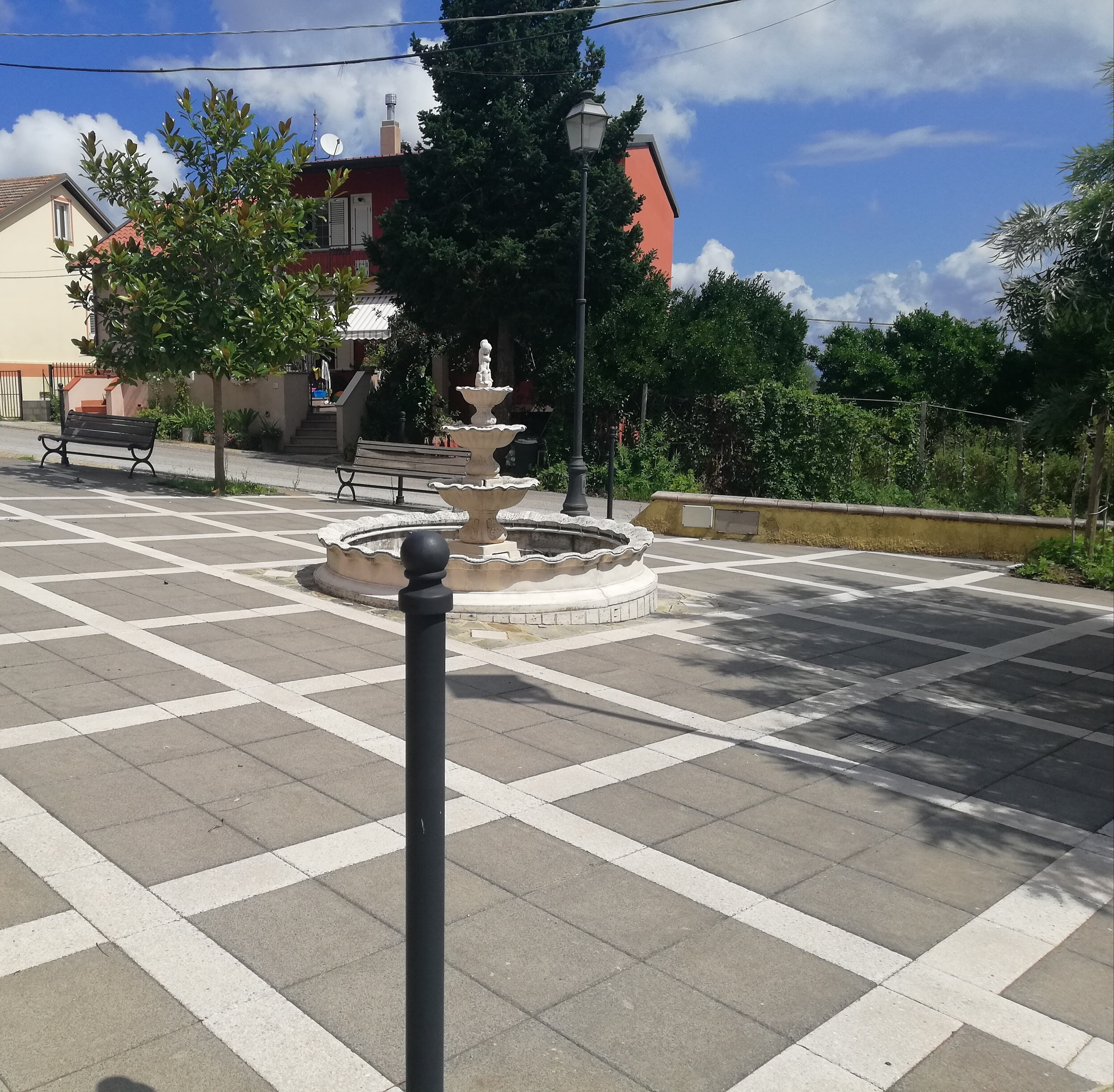
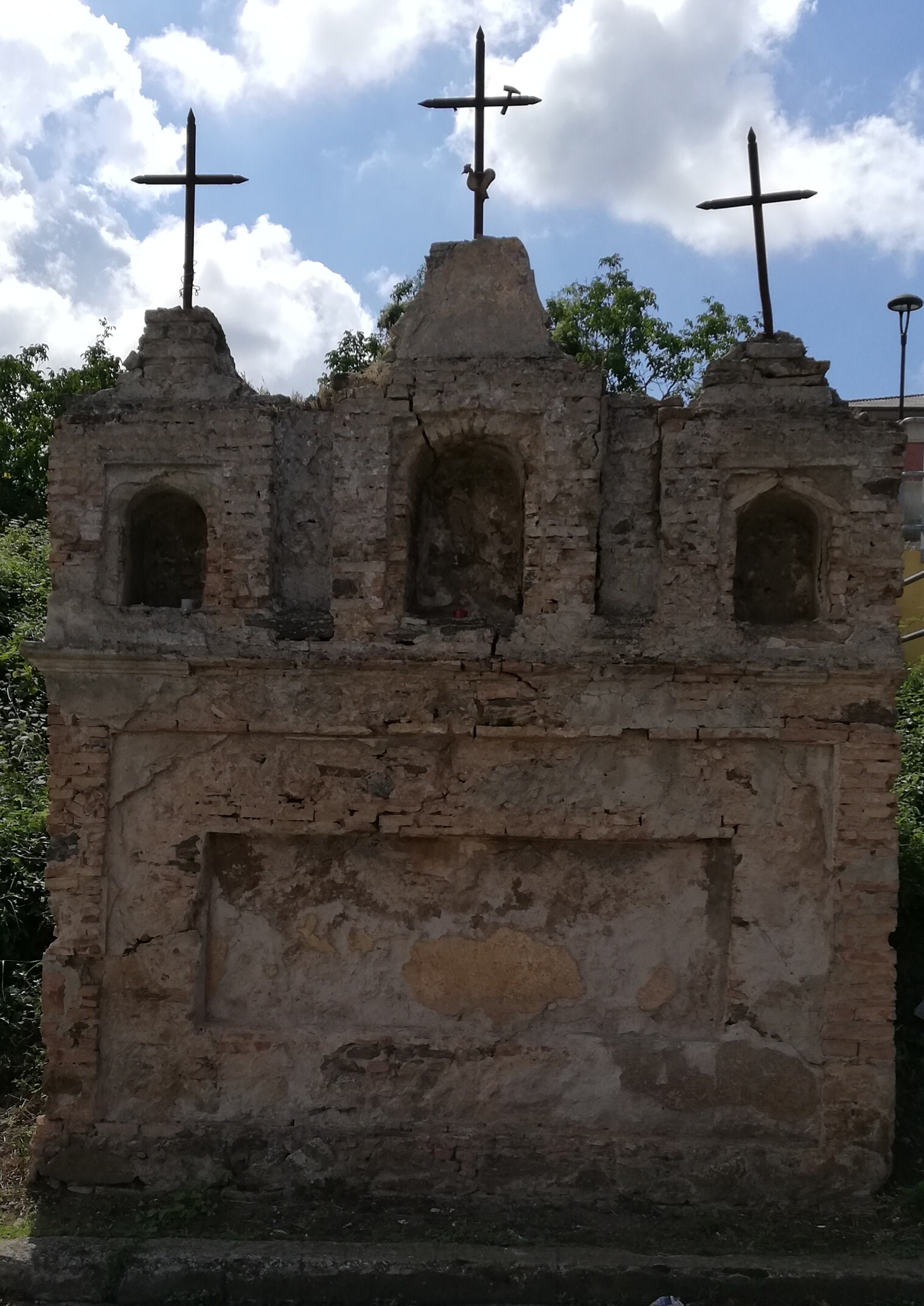

## Società

### Evoluzione demografica
Abitanti censiti

## Amministrazione
Sindaci del comune di San Gregorio d'ippona.
- 1885 Carmelo Nardi Sindaco
- 1891 Giuseppe Bisogni Sindaco
- 1896 Nunzio Citanna Sindaco
- 1921 Gregorio Pugliese Sindaco
- 1922 Giuseppe De Vita Commissario Prefettizio
- 1922 Giuseppe Greco Sindaco
- 1926 Giuseppe Greco Podestà
- 1932 Ferdinando Giangotti Commissario Prefettizio
- 1933 Francesco Citanna Commissario Prefettizio
- 1934 Francesco Citanna Podestà
- 1934 Lorenzo Greco Commissario Prefettizio
- 1935 Carlo Taccone Podestà
- 1938 Giosuè Naso Podestà
- 1946 Vincenzo Valentini Sindaco
- 1951 Vincenzo Valentini Sindaco
- 1956 Nicola Valentini Sindaco
- 1959 Giovanni Bottari Commissario Prefettizio
- 1959 Gregorio Meddis Sindaco
- 1964 Francesco Greco Sindaco
- 1973 Saverio Pannia Sindaco
- 1978 Saverio Pannia Sindaco
- 1983 Francesco Vinci Sindaco
- 1988 Saverio Pannia Sindaco

| Periodo           | Periodo           | Primo cittadino                                   | Partito                                               | Carica                    | Note  |
| ----------------- | ----------------- | ------------------------------------------------- | ----------------------------------------------------- | ------------------------- | ----- |
| 1990              | 21 novembre 1993  | Filippo Ruggiero                                  | Democrazia Cristiana                                  | sindaco                   |       |
| 21 novembre 1993  | 16 novembre 1997  | Filippo Ruggiero                                  | Democrazia Cristiana                                  | sindaco                   |       |
| 16 novembre 1997  | 27 maggio 2002    | Filippo Ruggiero                                  | Partito Popolare Italiano                             | sindaco                   |       |
| 27 maggio 2002    | 1º luglio 2004    | Pasquale Farfaglia                                | lista civica                                          | sindaco                   |       |
| 1º luglio 2004    | 4 aprile 2005     | Annunziato Vardè                                  |                                                       | commissario straordinario |       |
| 4 aprile 2005     | 24 aprile 2007    | Pasquale Farfaglia                                | lista civica Insieme                                  | sindaco                   |       |
| 24 aprile 2007    | 7 giugno 2009     | Marilisa Magno Giuliana Perrotta                  |                                                       | commissario straordinario | [ 4 ] |
| 7 giugno 2009     | 25 maggio 2014    | Michele Pannia                                    | lista civica                                          | sindaco                   |       |
| 25 maggio 2014    | 11 maggio 2018    | Michele Pannia                                    | lista civica Ancora insieme per San Gregorio d'Ippona | sindaco                   |       |
| 11 maggio 2018    | 21 settembre 2020 | Francesco Campolo Salvatore Tedesco Antonio Corvo |                                                       | commissario straordinario | [ 4 ] |
| 21 settembre 2020 | in carica         | Pasquale Farfaglia                                | lista civica Insieme per San Gregorio                 | sindaco                   |       |

### Scioglimenti per infiltrazioni mafiose
Nel 2007 il Consiglio comunale è stato sciolto per infiltrazioni mafiose con decreto del presidente della Repubblica, la commissione d'accesso agli atti ha rilevato illegalità nella gestione degli appalti pubblici, nella riscossione dei tributi ed inoltre abusivismo edilizio imperante e collegamenti diretti e indiretti di alcuni amministratori locali con soggetti appartenenti alla locale 'ndrina dei Fiarè, associazione criminale che ha influenzato le elezioni amministrative del 2005 e ne ha tratto i conseguenti ingiusti vantaggi a danno del tessuto sociale-culturale-economico di San Gregorio D'Ippona.
Il commissariamento dell'ente è durato due anni fino al 2009.
Nel 2018 il comune e stato nuovamente sciolto per infitrazione mafiose per illegalita della gestione edilizia, rapporti parentali e familiari con alcuni componenti della passata amministrazione e sulla gestione della pubblica illuminazione.